# World RX de Letonia 2020
El World RX de Letonia 2020, originalmente Neste World RX of Riga-Latvia fue la quinta y sexta prueba de la Temporada 2020 del Campeonato Mundial de Rallycross. Se celebró del 19 al 20 de septiembre de 2020 en el Biķernieku Kompleksā Sporta Bāze ubicado en la ciudad de Biķernieki, Daugavpils, Letonia.
Debido a la Pandemia de Coronavirus, varias rondas del campeonato fueron canceladas, por esa razón los organizadores del campeonato propusieron la idea de una segunda ronda en un mismo evento, el World RX de Letonia fue una de la rondas escogidas para tener una ronda extra.
La quinta ronda fue ganada por el sueco Johan Kristoffersson quien consiguió la vigesimotercera victoria de su carrera a bordó de su Volkswagen Polo R, fue acompañado en el podio por el sus compatriotas Mattias Ekström y Timmy Hansen.
La sexta ronda fue dominada nuevamente por los suecos, Mattias Ekström consiguió la duodécima victoria de su carrera a bordó de su Audi S1, Johan Kristoffersson el líder del campeonato terminó en la segunda posición y el compañero de equipo de Ekström, Robin Larsson terminó en tercera posición.

## Supercar

### Ronda 5

#### Series
| Pos.                                                                      | No. | Piloto               | Equipo                          | Auto                | Q1  | Q2  | Q3  | Pts |
| ------------------------------------------------------------------------- | --- | -------------------- | ------------------------------- | ------------------- | --- | --- | --- | --- |
| 1                                                                         | 68  | Niclas Grönholm      | GRX Taneco Team                 | Hyundai i20         | 4º  | 1º  | 3º  | 16  |
| 2                                                                         | 3   | Johan Kristoffersson | Kristoffersson Motorsport       | Volkswagen Polo R   | 1º  | 3º  | 6º  | 15  |
| 3                                                                         | 5   | Mattias Ekström      | KYB Team JC                     | Audi S1             | 5º  | 5º  | 1º  | 14  |
| 4                                                                         | 4   | Robin Larsson        | KYB Team JC                     | Audi S1             | 6º  | 4º  | 2º  | 13  |
| 5                                                                         | 1   | Timmy Hansen         | Team Hansen                     | Peugeot 208         | 2º  | 6º  | 4º  | 12  |
| 6                                                                         | 9   | Kevin Hansen         | Team Hansen                     | Peugeot 208         | 3º  | 8º  | 7º  | 11  |
| 7                                                                         | 123 | Krisztián Szabó      | GRX Set                         | Hyundai i20         | 10º | 2º  | 13º | 10  |
| 8                                                                         | 33  | Liam Doran           | Monster Energy GCK RX Cartel    | Renault Mégane R.S. | 7º  | 16º | 5º  | 9   |
| 9                                                                         | 13  | Andreas Bakkerud     | Monster Energy GCK RX Cartel    | Renault Mégane R.S. | 9º  | 14º | 8º  | 8   |
| 10                                                                        | 7   | Timur Timerzyanov    | GRX Taneco Team                 | Hyundai i20         | 8º  | 9º  | 16º | 7   |
| 11                                                                        | 15  | Reinis Nitišs        | ESMotorsport - Eigesa WRX Team  | Škoda Fabia         | 11º | 12º | 11º | 6   |
| 12                                                                        | 77  | René Münnich         | ALL-INKL.COM Münnich Motorsport | SEAT Ibiza          | 12º | 10º | 12º | 5   |
| 13                                                                        | 44  | Timo Scheider        | ALL-INKL.COM Münnich Motorsport | SEAT Ibiza          | DNF | 7º  | 10º | 4   |
| 14                                                                        | 92  | Anton Marklund       | GCK Bilstein                    | Renault Mégane R.S. | 16º | 11º | 9º  | 3   |
| 15                                                                        | 36  | Guerlain Chicherit   | Unkorrupted                     | Renault Clio R.S.   | 13º | 13º | 14º | 2   |
| 16                                                                        | 14  | Rokas Baciuška       | Unkorrupted                     | Renault Clio R.S.   | 15º | 15º | 15º | 1   |
| 17                                                                        | 11  | Jani Paasonen        | Ferratum Team                   | Ford Fiesta         | 14º | DNF | DNS |     |
| Reporte Oficial Archivado el 23 de septiembre de 2020 en Wayback Machine. |     |                      |                                 |                     |     |     |     |     |

#### Semifinales
Semifinal 1
| Pos.                                                                      | No. | Piloto           | Equipo                         | Tiempo    | Pts |
| ------------------------------------------------------------------------- | --- | ---------------- | ------------------------------ | --------- | --- |
| 1                                                                         | 5   | Mattias Ekström  | KYB Team JC                    | 05:04.092 | 6   |
| 2                                                                         | 68  | Niclas Grönholm  | GRX Taneco Team                | +0.148    | 5   |
| 3                                                                         | 1   | Timmy Hansen     | Team Hansen                    | +2.165    | 4   |
| 4                                                                         | 13  | Andreas Bakkerud | Monster Energy GCK RX Cartel   | +4.305    | 3   |
| 5                                                                         | 15  | Reinis Nitišs    | ESMotorsport - Eigesa WRX Team | +6.741    | 2   |
| 6                                                                         | 123 | Krisztián Szabó  | GRX Set                        | +6.996    | 1   |
| Reporte Oficial Archivado el 23 de septiembre de 2020 en Wayback Machine. |     |                  |                                |           |     |

Semifinal 2
| Pos.                                                                      | No. | Piloto               | Equipo                          | Tiempo     | Pts |
| ------------------------------------------------------------------------- | --- | -------------------- | ------------------------------- | ---------- | --- |
| 1                                                                         | 3   | Johan Kristoffersson | Kristoffersson Motorsport       | 05:02.654  | 6   |
| 2                                                                         | 4   | Robin Larsson        | KYB Team JC                     | +1.511     | 5   |
| 3                                                                         | 9   | Kevin Hansen         | Team Hansen                     | +2.133     | 4   |
| 4                                                                         | 44  | Timo Scheider‡       | ALL-INKL.COM Münnich Motorsport | +5.208     | 3   |
| 5                                                                         | 7   | Timur Timerzyanov    | GRX Taneco Team                 | +5.566     | 2   |
| 6                                                                         | 33  | Liam Doran           | Monster Energy GCK RX Cartel    | +2 vueltas | 1   |
| Reporte Oficial Archivado el 23 de septiembre de 2020 en Wayback Machine. |     |                      |                                 |            |     |

‡ Timo Scheider inicialmente se clasificó 13°, sin embargo fue ascendido a la semifinal luego de la retirada de René Münnich.

#### Final
| Pos.                                                                      | No. | Piloto               | Equipo                    | Tiempo    | Pts |
| ------------------------------------------------------------------------- | --- | -------------------- | ------------------------- | --------- | --- |
| 1                                                                         | 3   | Johan Kristoffersson | Kristoffersson Motorsport | 05:01.073 | 8   |
| 2                                                                         | 5   | Mattias Ekström      | KYB Team JC               | +3.468    | 5   |
| 3                                                                         | 1   | Timmy Hansen         | Team Hansen               | +4.323    | 4   |
| 4                                                                         | 9   | Kevin Hansen         | Team Hansen               | +4.633    | 3   |
| 5                                                                         | 68  | Niclas Grönholm      | GRX Taneco Team           | +10.908   | 2   |
| 6                                                                         | 4   | Robin Larsson        | KYB Team JC               | +35.316   | 1   |
| Reporte Oficial Archivado el 24 de septiembre de 2020 en Wayback Machine. |     |                      |                           |           |     |

### Ronda 6

#### Series
| Pos.            | No. | Piloto               | Equipo                          | Auto                | Q1  | Q2  | Q3  | Pts |
| --------------- | --- | -------------------- | ------------------------------- | ------------------- | --- | --- | --- | --- |
| 1               | 5   | Mattias Ekström      | KYB Team JC                     | Audi S1             | 1º  | 1º  | 6º  | 16  |
| 2               | 3   | Johan Kristoffersson | Kristoffersson Motorsport       | Volkswagen Polo R   | 4º  | 2º  | 2º  | 15  |
| 3               | 4   | Robin Larsson        | KYB Team JC                     | Audi S1             | 2º  | 15º | 1º  | 14  |
| 4               | 1   | Timmy Hansen         | Team Hansen                     | Peugeot 208         | 3º  | 6º  | 3º  | 13  |
| 5               | 68  | Niclas Grönholm      | GRX Taneco Team                 | Hyundai i20         | 5º  | 5º  | 7º  | 12  |
| 6               | 13  | Andreas Bakkerud     | Monster Energy GCK RX Cartel    | Renault Mégane R.S. | 6º  | 3º  | 10º | 11  |
| 7               | 9   | Kevin Hansen         | Team Hansen                     | Peugeot 208         | 9º  | 8º  | 4º  | 10  |
| 8               | 44  | Timo Scheider        | ALL-INKL.COM Münnich Motorsport | SEAT Ibiza          | 7º  | 7º  | 8º  | 9   |
| 9               | 7   | Timur Timerzyanov    | GRX Taneco Team                 | Hyundai i20         | 11º | 4º  | 14º | 8   |
| 10              | 92  | Anton Marklund       | GCK Bilstein                    | Renault Mégane R.S. | 10º | 9º  | 11º | 7   |
| 11              | 123 | Krisztián Szabó      | GRX Set                         | Hyundai i20         | 8º  | DNF | 5º  | 6   |
| 12              | 33  | Liam Doran           | Monster Energy GCK RX Cartel    | Renault Mégane R.S. | 12º | 13º | 9º  | 5   |
| 13              | 15  | Reinis Nitišs        | ESMotorsport - Eigesa WRX Team  | Škoda Fabia         | 13º | 11º | 13º | 4   |
| 14              | 77  | René Münnich         | ALL-INKL.COM Münnich Motorsport | SEAT Ibiza          | 16º | 10º | 12º | 3   |
| 15              | 36  | Guerlain Chicherit   | Unkorrupted                     | Renault Clio R.S.   | 15º | 12º | 16º | 2   |
| 16              | 14  | Rokas Baciuška       | Unkorrupted                     | Renault Clio R.S.   | 14º | DNF | 15º | 1   |
| 17              | 11  | Jani Paasonen        | Ferratum Team                   | Ford Fiesta         | 17º | 14º | DNF |     |
| Reporte Oficial |     |                      |                                 |                     |     |     |     |     |

#### Semifinales
Semifinal 1
| Pos.                                                                      | No. | Piloto            | Equipo          | Tiempo    | Pts |
| ------------------------------------------------------------------------- | --- | ----------------- | --------------- | --------- | --- |
| 1                                                                         | 5   | Mattias Ekström   | KYB Team JC     | 05:01.505 | 6   |
| 2                                                                         | 4   | Robin Larsson     | KYB Team JC     | +2.395    | 5   |
| 3                                                                         | 68  | Niclas Grönholm   | GRX Taneco Team | +2.791    | 4   |
| 4                                                                         | 9   | Kevin Hansen      | Team Hansen     | +3.197    | 3   |
| 5                                                                         | 7   | Timur Timerzyanov | GRX Taneco Team | +4.320    | 2   |
| 6                                                                         | 123 | Krisztián Szabó   | GRX Set         | +5.596    | 1   |
| Reporte Oficial Archivado el 23 de septiembre de 2020 en Wayback Machine. |     |                   |                 |           |     |

Semifinal 2
| Pos.                                                                      | No. | Piloto               | Equipo                          | Tiempo       | Pts |
| ------------------------------------------------------------------------- | --- | -------------------- | ------------------------------- | ------------ | --- |
| 1                                                                         | 3   | Johan Kristoffersson | Kristoffersson Motorsport       | 04:10.779    | 6   |
| 2                                                                         | 1   | Timmy Hansen         | Team Hansen                     | +2.708       | 5   |
| 3                                                                         | 13  | Andreas Bakkerud     | Monster Energy GCK RX Cartel    | +3.727       | 4   |
| 4                                                                         | 92  | Anton Marklund       | GCK Bilstein                    | +6.299       | 3   |
| 5                                                                         | 33  | Liam Doran           | Monster Energy GCK RX Cartel    | +6.559       | 2   |
| DSQ                                                                       | 44  | Timo Scheider        | ALL-INKL.COM Münnich Motorsport | Desalificado | 0   |
| Reporte Oficial Archivado el 23 de septiembre de 2020 en Wayback Machine. |     |                      |                                 |              |     |

#### Final
| Pos.                                                                      | No. | Piloto               | Equipo                    | Tiempo    | Pts |
| ------------------------------------------------------------------------- | --- | -------------------- | ------------------------- | --------- | --- |
| 1                                                                         | 5   | Mattias Ekström      | KYB Team JC               | 05:01.264 | 8   |
| 2                                                                         | 3   | Johan Kristoffersson | Kristoffersson Motorsport | +0.728    | 5   |
| 3                                                                         | 4   | Robin Larsson        | KYB Team JC               | +3.388    | 4   |
| 4                                                                         | 1   | Timmy Hansen         | Team Hansen               | +3.814    | 3   |
| 5                                                                         | 68  | Niclas Grönholm      | GRX Taneco Team           | +4.647    | 2   |
| 6                                                                         | 9   | Kevin Hansen‡        | Team Hansen               | +5.075    | 1   |
| Reporte Oficial Archivado el 23 de septiembre de 2020 en Wayback Machine. |     |                      |                           |           |     |

‡ Kevin Hansen inicialmente terminó 7° en las semifinales, sin embargo fue ascendido a la final luego de la retirada de Andreas Bakkerud.

## Projekt E

### Series
| Pos.                                                                      | No. | Piloto              | Equipo              | Auto            | Q1 | Q2 | Q3  | Q4 | Pts |
| ------------------------------------------------------------------------- | --- | ------------------- | ------------------- | --------------- | -- | -- | --- | -- | --- |
| 1                                                                         | 113 | Cyril Raymond       | Cyril Raymond       | Citroën C3 ERX  | 2º | 1º | 1º  | 1º | 16  |
| 2                                                                         | 6   | Jānis Baumanis      | Ferratum Team       | Ford Fiesta ERX | 1º | 2º | DNF | 2º | 15  |
| 3                                                                         | 5   | Svein Bjarte Holten | Svein Bjarte Holten | Ford Fiesta ERX | 4º | 4º | 2º  | 3º | 14  |
| 4                                                                         | 41  | Natalie Barratt     | Natalie Barratt     | Ford Fiesta ERX | 3º | 3º | 3º  | 4º | 13  |
| Reporte Oficial Archivado el 24 de septiembre de 2020 en Wayback Machine. |     |                     |                     |                 |    |    |     |    |     |

### Final
| Pos.                                                                      | No. | Piloto              | Equipo              | Tiempo    | Pts |
| ------------------------------------------------------------------------- | --- | ------------------- | ------------------- | --------- | --- |
| 1                                                                         | 113 | Cyril Raymond       | Cyril Raymond       | 05:14.584 | 8   |
| 2                                                                         | 6   | Jānis Baumanis      | Ferratum Team       | +2.392    | 5   |
| 3                                                                         | 5   | Svein Bjarte Holten | Svein Bjarte Holten | +19.910   | 4   |
| 4                                                                         | 41  | Natalie Barratt     | Natalie Barratt     | +20.493   | 3   |
| Reporte Oficial Archivado el 24 de septiembre de 2020 en Wayback Machine. |     |                     |                     |           |     |

## Campeonatos tras la prueba
| Pos | Piloto               | Pts | Dif |
| --- | -------------------- | --- | --- |
| 1   | Johan Kristoffersson | 166 |     |
| 2   | Mattias Ekström      | 149 | +17 |
| 3   | Niclas Grönholm      | 117 | +49 |
| 4   | Timmy Hansen         | 111 | +55 |
| 5   | Robin Larsson        | 101 | +65 |

| Pos | Piloto           | Pts | Dif |
| --- | ---------------- | --- | --- |
| 1   | Natalie Barratt  | 35  |     |
| 2   | Ken Block        | 24  | +11 |
| 3   | Cyril Raymond    | 24  | +11 |
| 4   | Janis Baumanis   | 20  | +15 |
| 5   | Hermann Neubauer | 19  | +16 |

- Nota: Solamente se incluyen las cinco posiciones principales.